# Saison 1946-1947 des Warriors de Philadelphie
La saison BAA 1946-1947 et la premiere saison des Warriors de Philadelphie dans la BAA (qui deviendra plus tard la NBA). Les Warriors ont terminé la saison en remportant leur premier championnat.

## Matchs

### Saison régulière
| Saison régulière Total: 38-22 (Domicile : 22-5; Extérieur : 16-17) |

| Match | Date match  | Équipe      | Score   | Meilleur marqueur               | Meilleur rebondeur | Meilleur passeur | Lieux Spectateurs     | Série |
| ----- | ----------- | ----------- | ------- | ------------------------------- | ------------------ | ---------------- | --------------------- | ----- |
| 1     | 7 novembre  | Pittsburgh  | V 81-75 | Joe Fulks (25)                  | -                  | -                | Philadelphia Arena    | 1 - 0 |
| 2     | 14 novembre | Washington  | V 68-65 | Joe Fulks (19)                  | -                  | -                | Philadelphia Arena    | 2 - 0 |
| 3     | 19 novembre | Saint-Louis | D 63-66 | Joe Fulks (24)                  | -                  | -                | Philadelphia Arena    | 2 - 1 |
| 4     | 21 novembre | Chicago     | D 63-65 | Fred Sheffield (14)             | -                  | -                | Philadelphia Arena    | 2 - 2 |
| 5     | 21 novembre | Boston      | V 66-54 | Angelo Musi (16)                | -                  | -                | Philadelphia Arena    | 3 - 2 |
| 5     | 28 novembre | Détroit     | D 55-68 | Joe Fulks, Petey Rosenberg (16) | -                  | -                | Philadelphia Arena    | 3 - 3 |
| 7     | 30 novembre | New York    | D 60-64 | Joe Fulks (26)                  | -                  | -                | Madison Square Garden | 3 - 4 |

| Match | Date match  | Équipe      | Score   | Meilleur marqueur | Meilleur rebondeur | Meilleur passeur | Lieux Spectateurs  | Série  |
| ----- | ----------- | ----------- | ------- | ----------------- | ------------------ | ---------------- | ------------------ | ------ |
| 8     | 3 décembre  | Providence  | V 68-76 | Joe Fulks (37)    | -                  | -                | Philadelphia Arena | 4 - 4  |
| 9     | 5 décembre  | New York    | V 62-51 | Angelo Musi (20)  | -                  | -                | Philadelphia Arena | 5 - 4  |
| 10    | 7 décembre  | Saint-Louis | V 57-47 | Joe Fulks (18)    | -                  | -                | St. Louis Arena    | 6 - 4  |
| 11    | 8 décembre  | Cleveland   | D 66-72 | Joe Fulks (18)    | -                  | -                | Cleveland Arena    | 6 - 5  |
| 12    | 10 décembre | Toronto     | V 85-73 | Joe Fulks (29)    | -                  | -                | Maple Leaf Gardens | 7 - 5  |
| 13    | 12 décembre | Washington  | D 49-64 | Joe Fulks (17)    | -                  | -                | Philadelphia Arena | 7 - 6  |
| 14    | 14 décembre | Boston      | D 65-77 | Joe Fulks (28)    | -                  | -                | Boston Garden      | 7 - 7  |
| 15    | 17 décembre | Détroit     | V 57-49 | Angelo Musi (14)  | -                  | -                | Philadelphia Arena | 8 - 7  |
| 16    | 19 décembre | Cleveland   | V 58-44 | Joe Fulks (26)    | -                  | -                | Philadelphia Arena | 9 - 7  |
| 17    | 21 décembre | Washington  | D 56-68 | Joe Fulks (29)    | -                  | -                | Uline Arena        | 9 - 8  |
| 18    | 26 décembre | Pittsburgh  | V 53-46 | Joe Fulks (22)    | -                  | -                | Philadelphia Arena | 10 - 8 |
| 19    | 27 décembre | Boston      | V 63-60 | Joe Fulks (25)    | -                  | -                | Boston Garden      | 11 - 8 |
| 20    | 29 décembre | Saint-Louis | D 68-75 | Joe Fulks (29)    | -                  | -                | St. Louis Arena    | 11 - 9 |
| 21    | 30 décembre | Pittsburgh  | V 62-60 | Joe Fulks (19)    | -                  | -                | Duquesne Gardens   | 12 - 9 |

| Match | Date match | Équipe     | Score    | Meilleur marqueur | Meilleur rebondeur | Meilleur passeur | Lieux Spectateurs       | Série   |
| ----- | ---------- | ---------- | -------- | ----------------- | ------------------ | ---------------- | ----------------------- | ------- |
| 22    | 2 janvier  | Providence | V 84-72  | Joe Fulks (35)    | -                  | -                | Philadelphia Arena      | 13 - 9  |
| 23    | 4 janvier  | Providence | D 74-78  | Joe Fulks (31)    | -                  | -                | Rhode Island Auditorium | 13 - 10 |
| 24    | 8 janvier  | Pittsburgh | D 63-67  | Joe Fulks (19)    | -                  | -                | Duquesne Gardens        | 13 - 11 |
| 25    | 9 janvier  | Toronto    | V 74-55  | Joe Fulks (35)    | -                  | -                | Philadelphia Arena      | 14 - 11 |
| 26    | 11 janvier | Détroit    | D 56-58  | Joe Fulks (20)    | -                  | -                | Detroit Olympia         | 14 - 12 |
| 27    | 12 janvier | Chicago    | D 72-75  | Joe Fulks (32)    | -                  | -                | Chicago Stadium         | 14 - 13 |
| 28    | 14 janvier | Toronto    | V 104-74 | Joe Fulks (41)    | -                  | -                | Maple Leaf Gardens      | 15 - 13 |
| 29    | 16 janvier | Chicago    | D 78-84  | Joe Fulks (36)    | -                  | -                | Philadelphia Arena      | 15 - 14 |
| 30    | 21 janvier | Boston     | V 59-43  | Joe Fulks (22)    | -                  | -                | Philadelphia Arena      | 16 - 14 |
| 31    | 22 janvier | Washington | D 55-57  | Joe Fulks (20)    | -                  | -                | Uline Arena             | 16 - 15 |
| 32    | 23 janvier | Cleveland  | V 83-78  | Joe Fulks (28)    | -                  | -                | Philadelphia Arena      | 17 - 15 |
| 33    | 25 janvier | Détroit    | V 61-55  | Joe Fulks (23)    | -                  | -                | Detroit Olympia         | 18 - 15 |
| 34    | 26 janvier | Chicago    | D 57-63  | Joe Fulks (19)    | -                  | -                | Chicago Stadium         | 18 - 16 |
| 35    | 30 janvier | New York   | V 65-58  | Joe Fulks (18)    | -                  | -                | Philadelphia Arena      | 19 - 16 |

| Match | Date match  | Équipe      | Score   | Meilleur marqueur  | Meilleur rebondeur | Meilleur passeur | Lieux Spectateurs       | Série   |
| ----- | ----------- | ----------- | ------- | ------------------ | ------------------ | ---------------- | ----------------------- | ------- |
| 36    | 1er février | New York    | V 71-63 | Joe Fulks (31)     | -                  | -                | Madison Square Garden   | 20 - 16 |
| 37    | 3 février   | Boston      | V 61-55 | Howie Dallmar (22) | -                  | -                | Boston Garden           | 21 - 16 |
| 38    | 4 février   | Providence  | V 75-68 | Joe Fulks (19)     | -                  | -                | Philadelphia Arena      | 22 - 16 |
| 39    | 6 février   | Toronto     | V 79-61 | Joe Fulks (37)     | -                  | -                | Philadelphia Arena      | 23 - 16 |
| 40    | 8 février   | Providence  | D 58-67 | Howie Dallmar (19) | -                  | -                | Rhode Island Auditorium | 23 - 17 |
| 41    | 11 février  | Saint-Louis | V 75-59 | Joe Fulks (25)     | -                  | -                | Philadelphia Arena      | 24 - 17 |
| 42    | 13 février  | Cleveland   | V 61-48 | Joe Fulks (19)     | -                  | -                | Philadelphia Arena      | 25 - 17 |
| 43    | 15 février  | Washington  | D 60-70 | Joe Fulks (18)     | -                  | -                | Uline Arena             | 25 - 18 |
| 44    | 16 février  | Cleveland   | D 71-75 | Joe Fulks (23)     | -                  | -                | Cleveland Arena         | 25 - 19 |
| 45    | 20 février  | Pittsburgh  | V 78-66 | Joe Fulks (34)     | -                  | -                | Philadelphia Arena      | 26 - 19 |
| 46    | 23 février  | Saint-Louis | D 66-71 | Angelo Musi (22)   | -                  | -                | St. Louis Arena         | 26 - 20 |
| 47    | 24 février  | Pittsburgh  | V 69-67 | Joe Fulks (22)     | -                  | -                | Duquesne Gardens        | 27 - 20 |
| 48    | 26 février  | Saint-Louis | V 75-65 | Joe Fulks (25)     | -                  | -                | Philadelphia Arena      | 28 - 20 |
| 49    | 28 février  | Toronto     | D 69-77 | Joe Fulks (23)     | -                  | -                | Maple Leaf Gardens      | 28 - 21 |

| Match | Date match | Équipe     | Score    | Meilleur marqueur  | Meilleur rebondeur | Meilleur passeur | Lieux Spectateurs       | Série   |
| ----- | ---------- | ---------- | -------- | ------------------ | ------------------ | ---------------- | ----------------------- | ------- |
| 50    | 2 mars     | Cleveland  | D 69-72  | Joe Fulks (21)     | -                  | -                | Cleveland Arena         | 28 - 22 |
| 51    | 3 mars     | Toronto    | V 76-66  | Joe Fulks (25)     | -                  | -                | Philadelphia Arena      | 29 - 22 |
| 52    | 6 mars     | New York   | D 59-61  | Joe Fulks (20)     | -                  | -                | Philadelphia Arena      | 29 - 23 |
| 53    | 11 mars    | Washington | D 77-80  | Art Hillhouse (20) | -                  | -                | Philadelphia Arena      | 29 - 24 |
| 54    | 13 mars    | Boston     | V 81-57  | Joe Fulks (25)     | -                  | -                | Philadelphia Arena      | 30 - 24 |
| 55    | 15 mars    | Chicago    | D 67-70  | Howie Dallmar (18) | -                  | -                | Chicago Stadium         | 30 - 25 |
| 56    | 16 mars    | Détroit    | V 67-61  | Joe Fulks (16)     | -                  | -                | Detroit Olympia         | 31 - 25 |
| 57    | 20 mars    | Détroit    | V 77-75  | Joe Fulks (15)     | -                  | -                | Detroit Olympia         | 32 - 25 |
| 58    | 22 mars    | Providence | V 103-82 | Joe Fulks (24)     | -                  | -                | Rhode Island Auditorium | 33 - 25 |
| 59    | 27 mars    | Chicago    | V 80-73  | Joe Fulks (34)     | -                  | -                | Philadelphia Arena      | 34 - 25 |
| 60    | 30 mars    | New York   | V 76-72  | Art Hillhouse (18) | -                  | -                | Madison Square Garden   | 35 - 25 |

### Playoffs
| Playoffs Total: 8-2 (Domicile : 5-0; Extérieur : 3-2) |

| Match | Date match | Équipe      | Score   | Meilleur marqueur | Meilleur rebondeur | Meilleur passeur | Lieux Spectateurs  | Série |
| ----- | ---------- | ----------- | ------- | ----------------- | ------------------ | ---------------- | ------------------ | ----- |
| 1     | 2 avril    | Saint-Louis | V 73-68 | Angelo Musi (19)  | -                  | -                | Philadelphia Arena | 1 - 0 |
| 2     | 2 avril    | Saint-Louis | D 51-73 | Angelo Musi (12)  | -                  | -                | St. Louis Arena    | 1 - 1 |
| 3     | 6 avril    | Saint-Louis | V 75-59 | Joe Fulks (24)    | -                  | -                | St. Louis Arena    | 2 - 1 |

| Match | Date match | Équipe   | Score   | Meilleur marqueur | Meilleur rebondeur | Meilleur passeur | Lieux Spectateurs    | Série |
| ----- | ---------- | -------- | ------- | ----------------- | ------------------ | ---------------- | -------------------- | ----- |
| 1     | 12 avril   | New York | V 82-70 | Joe Fulks (24)    | -                  | -                | Philadelphia Arena   | 1 - 0 |
| 2     | 14 avril   | New York | V 72-53 | Joe Fulks (16)    | -                  | -                | 69th Regiment Armory | 2 - 0 |

| Match | Date match | Équipe  | Score   | Meilleur marqueur   | Meilleur rebondeur | Meilleur passeur | Lieux Spectateurs  | Série |
| ----- | ---------- | ------- | ------- | ------------------- | ------------------ | ---------------- | ------------------ | ----- |
| 1     | 16 avril   | Chicago | V 84-71 | Joe Fulks (37)      | -                  | -                | Philadelphia Arena | 1 - 0 |
| 2     | 17 avril   | Chicago | V 85-74 | Howie Dallmar (18)  | -                  | -                | Philadelphia Arena | 2 - 0 |
| 3     | 19 avril   | Chicago | V 75-72 | Joe Fulks (26)      | -                  | -                | Chicago Stadium    | 3 - 0 |
| 4     | 20 avril   | Chicago | V 73-74 | George Senesky (24) | -                  | -                | Chicago Stadium    | 3 - 1 |
| 5     | 22 avril   | Chicago | V 83-80 | Joe Fulks (34)      | -                  | -                | Philadelphia Arena | 4 - 1 |

## Classements
| Division Est               | V  | D  | PCT    | GB |
| -------------------------- | -- | -- | ------ | -- |
| Capitols de Washington     | 49 | 11 | 81,7 % | -  |
| Warriors de Philadelphie   | 35 | 25 | 58,3 % | 14 |
| Knicks de New York         | 33 | 27 | 55,0 % | 16 |
| Steamrollers de Providence | 28 | 32 | 46,7 % | 21 |
| Huskies de Toronto         | 22 | 38 | 36,7 % | 27 |
| Celtics de Boston          | 22 | 38 | 36,7 % | 27 |